# Amanita argentea
Amanita argentea är en svampart som beskrevs av Huijsman 1959. Amanita argentea ingår i släktet flugsvampar och familjen Amanitaceae.  Arten är reproducerande i Sverige. Inga underarter finns listade i Catalogue of Life.